# Norman G. Thomas
| Asteroides descubiertos: 55                                                              | Asteroides descubiertos: 55 |
| ---------------------------------------------------------------------------------------- | --------------------------- |
| (2089) Cetacea                                                                           | 9 de noviembre de 1977      |
| (2366) Aaryn                                                                             | 10 de enero de 1981         |
| (2527) Gregory                                                                           | 3 de septiembre de 1981     |
| (2556) Louise                                                                            | 8 de febrero de 1981        |
| (2557) Putnam [1]                                                                        | 26 de septiembre de 1981    |
| (2558) Viv                                                                               | 26 de septiembre de 1981    |
| (2612) Kathryn                                                                           | 28 de febrero de 1979       |
| (2683) Brian                                                                             | 10 de enero de 1981         |
| (2684) Douglas                                                                           | 3 de enero de 1981          |
| (2764) Moeller                                                                           | 8 de febrero de 1981        |
| (2779) Mary                                                                              | 6 de febrero de 1981        |
| (2895) Memnon                                                                            | 10 de enero de 1981         |
| (2927) Alamosa                                                                           | 5 de octubre de 1981        |
| (2933) Amber                                                                             | 18 de abril de 1983         |
| (2999) Dante                                                                             | 6 de febrero de 1981        |
| (3117) Niepce                                                                            | 11 de febrero de 1983       |
| (3151) Talbot                                                                            | 18 de abril de 1983         |
| (3256) Daguerre [1]                                                                      | 26 de septiembre de 1981    |
| (3352) McAuliffe                                                                         | 6 de febrero de 1981        |
| (3367) Alex                                                                              | 15 de febrero de 1983       |
| (3397) Leyla [2]                                                                         | 8 de diciembre de 1964      |
| (3413) Andriana                                                                          | 15 de febrero de 1983       |
| (3467) Bernheim                                                                          | 26 de septiembre de 1981    |
| (3525) Paul                                                                              | 15 de febrero de 1983       |
| (3561) Devine                                                                            | 18 de abril de 1983         |
| (3580) Avery                                                                             | 15 de febrero de 1983       |
| (3584) Aisha                                                                             | 5 de octubre de 1981        |
| (3614) Tumilty                                                                           | 12 de enero de 1983         |
| (3621) Curtis                                                                            | 26 de septiembre de 1981    |
| (3807) Pagels [1]                                                                        | 26 de septiembre de 1981    |
| (3976) Lise                                                                              | 6 de mayo de 1983           |
| (4193) Salanave [1]                                                                      | 26 de septiembre de 1981    |
| (4198) Panthera                                                                          | 11 de febrero de 1983       |
| (4331) Hubbard                                                                           | 18 de abril de 1983         |
| (4544) Xanthus [3]                                                                       | 31 de marzo de 1989         |
| (4568) Menkaure                                                                          | 2 de septiembre de 1983     |
| (4581) Asclepius [3]                                                                     | 31 de marzo de 1989         |
| (4967) Glia                                                                              | 11 de febrero de 1983       |
| (5249) Giza                                                                              | 18 de abril de 1983         |
| (5461) Autumn                                                                            | 18 de abril de 1983         |
| (5864) Montgolfier                                                                       | 2 de septiembre de 1983     |
| (6062) Vespa                                                                             | 6 de mayo de 1983           |
| (6174) Polybius                                                                          | 4 de octubre de 1983        |
| (7275) 1983 CY2                                                                          | 15 de febrero de 1983       |
| (7380) 1981 RF                                                                           | 3 de septiembre de 1981     |
| (7990) 1981 SN1                                                                          | 26 de septiembre de 1981    |
| (8469) 1981 TZ                                                                           | 5 de octubre de 1981        |
| (9157) 1983 RB4                                                                          | 2 de septiembre de 1983     |
| (9534) 1981 TP                                                                           | 4 de octubre de 1981        |
| (10706) 1981 SE2                                                                         | 26 de septiembre de 1981    |
| (11018) 1983 CZ2                                                                         | 15 de febrero de 1983       |
| (12193) 1979 EL                                                                          | 4 de marzo de 1979          |
| (12667) 1979 DF                                                                          | 28 de febrero de 1979       |
| (19118) 1981 SD2                                                                         | 26 de septiembre de 1981    |
| (29123) 1983 RA4                                                                         | 2 de septiembre de 1983     |
| Codescubridores: [1] con Brian A. Skiff [2] con Robert Burnham Jr. [3] con Henry E. Holt |                             |

Norman Gene Thomas (nacido en 1930) es un astrónomo estadounidense, descubridor de planetas menores.

## Semblanza
Thomas ha trabajado en el Observatorio Lowell  donde utiliza el microscopio de parpadeo junto a Robert Burnham, Jr., autor del popular libro en tres volúmenes "Celestial Handbook" (Manual Celestial).
Está acreditado por el Centro de Planetas Menores con el descubrimiento de 55 asteroides entre 1964 y 1989, incluyendo los asteroides Apolo (4544) Xanthus y (4581) Asclepius, así como el asteroide Amor (3352) McAuliffe.
El asteroide del cinturón principal (2555) Thomas, descubierto por Edward Bowell en la Estación Anderson Mesa en 1980, fue nombrado en su honor. El nombramiento se publicó el 8 de abril de 1982 (M.P.C. 6835 ).